# Miluše Voborníková

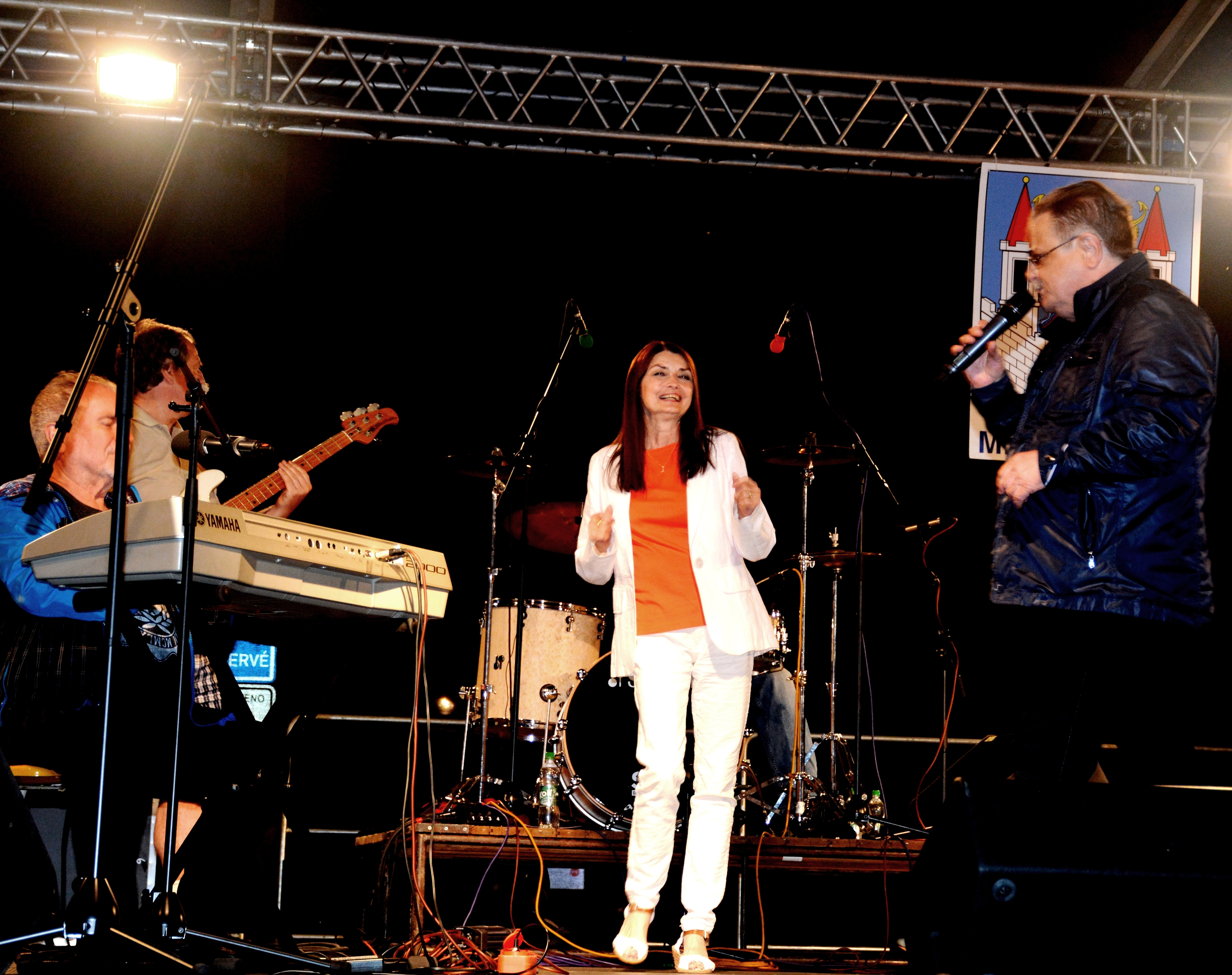
Miluše Voborníková s Petrem Spáleným (vpravo) při vystoupení na festivalu Kmochův Kolín 2014

Miluše Voborníková (Spálená), také Miluška Voborníková (* 25. prosince 1949 Mladá Boleslav), je česká zpěvačka, manželka zpěváka Petra Spáleného. Bývalá zpěvačka Divadla Semafor byla nejaktivnější v 70. letech.

## Život
Do Divadla Semafor se dostala prostřednictvím konkursu v roce 1968 jako osmnáctiletá. Původně studovala Střední zdravotnickou školu. Stala se velmi půvabným a (zejména pánským publikem) obdivovaným benjamínkem celého tehdejšího semaforského souboru, kde posléze vystupovala s oběma semaforskými skupinami (Suchý–Šlitr a Miloslav Šimek–Jiří Grossmann). Od roku 1972 začala spolupracovat se skupinou Apollobeat Petra Spáleného, za něhož se posléze i provdala. Na počátku sedmdesátých let byla na vrcholku své pěvecké kariéry, umísťovala se na předních příčkách v anketě Zlatý slavík. V roce 1971 získala i cenu publika na festivalu Děčínská kotva a v roce 1972 i cenu novinářů na polském festivalu v Sopotech. Na svém kontě má dvě sólová alba a následně několik kompilací a výběrů. V nedávné době vydal Supraphon digitálně její singly a raritní nahrávky. Stejný počin připravil také Český rozhlas v rámci Radiotéky. Její poslední nahrávkou je zatím píseň "Když budeme si přát" z roku 2017 (společně s Liborem Petrů).
Za svůj život natočila i řadu duetů, např. s Waldemarem Matuškou, Petrem Spáleným, Jiřím Kornem, Janou Mařasovou, Naďou Urbánkovou, Pavlem Bobkem, Jitkou Molavcovou nebo Petrou Černockou.
Mezi její „největší hity“ patří písničky: "Gimi det ding", "Pupákova píseň lásky", "Dej mi lásku", "Mně se zdá", "Dobře, že tě mámo mám", "Svatba", "Líbej mne víc" (historicky úplně poslední píseň napsaná Jiřím Šlitrem), "Nával", "Divadýlko moudrých klaunů", "Úsměv je lék", "Poslední bál", "Země Vánoční" nebo "Waikiki znám".
Zajímavostí je, že populární dětskou píseň "Tancovala žížala" napsal dědeček Milušky Voborníkové. Sama zpěvačka tuto píseň také natočila a užívala v programu pro děti "Abeceda Milušky Voborníkové", se kterým jezdila v druhé polovině devadesátých let.
Po roce 2000 účinkovala v muzikálu Richarda Pachmana "Babička". Připravila také dvě nové písničky "Jestli nemáš mě rád" a "Týdny jdou dál", které zařadila na výběrové album Popgalerie (2005). Vystupuje se svým manželem Petrem Spáleným a také v programech "Návštěvní den u Miloslava Šimka" či "Zajíc v pytli" (Divadlo Semafor).
S Petrem Spáleným má dceru Barboru. Poslední léta žije v Říčanech u Prahy.

## Diskografie
- 1969 Pamatuju na to léto/Růžová známka – Supraphon, SP
- 1970 Baletka Lenka/Laura – Supraphon, SP
- 1970 Líbej mně víc/Svatba – Supraphon, SP
- 1970 Já tančím před tvými dveřmi/Gimi det ding – Supraphon, SP
- 1970 Prej v létě – Miluše Voborníková / Černej les – Aleš Ulm – Supraphon 0 43 0968 h, SP
- 1971 Rozmarýn – Miluše Voborníková/ Naďa Urbánková – Supraphon, SP
- 1971 V Čibu je bál – Miluše Voborníková/Ptačí styl – Miluše Voborníková a Pavel Bobek – Supraphon, SP
- 1972 Miluška Voborníková – Supraphon, LP
- 1972 Pláč – Miluše Voborníková/Přicházím, odcházím škvírou – Miluše Voborníková a Petr Spálený – Supraphon, SP
- 1972 Mně se zdá – Miluše Voborníková a Petr Spálený)/ Hej, člověče, nechoď dál – Miluše Voborníková – Supraphon, SP
- 1973 Dobře, že tě mámo mám… … Miluše Voborníková/Jako královně páže – Miluše Voborníková a Petr Spálený) – Supraphon, SP
- 1973 Haló, pane hajný – Miluše Voborníková/Strašáček – Jana Robbová – Supraphon, SP
- 1974 Já a Honza a Honzův brácha / Měj mě rád – Supraphon, SP
- 1974 Waterloo/Úsměv – Supraphon, SP
- 1976 Doteky – Supraphon, LP
- 1979 Až se jednou budu vdávat (Qu´est-ce quit fait pleurer les blondes)/Cirkus – Supraphon, SP
- 1980 Dej mi lásku (If You Love Me Let Me Know)/Tvou hru nechci hrát – Supraphon, SP
- 1998 Basset a 5x Miluška Voborníková – Pěnkava a Bartoš, MC, CD
- 1999 Miluška Voborníková – Popron Music, MC, CD
- 2004 Gold – Popron Music, CD
- 2006 Pop Galerie – Supraphon, CD

## Kompilace
- 1970 IX. album Supraphonu – (Supraphon, LP) – Prej v létě
- 1971 Semafor – Básníci a sedláci/Revizor v šantánu (Supraphon, LP)
- 1972 Prague Pop Aapostles – (Supraphon, LP) – 09. Prej v létě
- 1975 Hifiklub (LP)
- 1976 Václav Hybš a jeho Hosté – (Supraphon, LP) – 02. Pepi, ty jsi můj (Laďka Kozderková, Milena Zahrynowská, Hana Zagorová, Hana Talpová, Miluše Voborníková)
- 1978 Píseň mládí – LP – 11. Výlet do Havany
- 1987 Ano pane Jiří – zpívá Jiří Grossmann (Panton, LP) – 02. Mávám růží (Pennsylvania Polka)/04. Líná dáma (Lazy Lady)/05. Loudavý kůň (Travelling Shoes)(06. Gimi Det Ding (Gimme Dat Ding) (víc info viz Seznam písní Milušy Voborníkové)
- 1991 Své banjo odhazuji v dál – Jiří Grossmann (Supraphon, LP, CD)
- 1993 Best Of – Petr Spálený (Supraphon, CD)
- 1994 Jen mě vyzvi lásko na souboj – Petr Spálený (Apollo Records Comp, CD)
- 1995 Úsměv je lék (Apollo Records Comp, MC)
- 1995 Country Pop Jukebox (Bonton Music)
- 1999 Tenkrát o Vánocích II. – (BMG Music, CD)
- 2002 Takoví jsme byli, Ringo s přáteli – František Ringo Čech (Radioservis, MC, CD)
- 2003 Nejkrásnější country dueta (Supraphon, CD) – 11. Ptačí styl – Pavel Bobek a Miluše Voborníková/14. Mně se zdá – Petr Spálený a Miluše Voborníková
- 2004 Návštěvní den, Hop, dva, tři – Miloslav Šimek a Jiří Grossmann (Supraphon, DVD)
- 2005 Zlaté songy – Hity Pavla Krejči (Popron Music, CD) 11. Divadýlko moudrých klaunů
- 2006 Už z hor zní zvon (Supraphon, CD) – 09. Pojď se mnou k večeři
- 2007 Návštěvní den, Hop, dva, tři 2 – Miloslav Šimek a Jiří Grossmann – 08. Proč právě já/19. Miluj mě za šera/30. Ptačí styl – Miluška Voborníková a Pavel Bobek